# マイア・ミッチェル
マイア・ミッチェル（英語: Maia Mitchell、1993年8月18日 - ）  は、オーストラリアの女優、歌手。
テレビドラマ『フォスター家の事情』のキャリー役、ディズニー・チャンネル・オリジナル・ムービー『ティーン・ビーチ・ムービー』シリーズのマッケンジー役で知られる。

## 来歴

### 生い立ち
1993年8月18日オーストラリアのニューサウスウェールズ州リズモーで生まれた。父アレックス（Alex）はタクシー運転手である。弟のチャーリー（Charlie）がいる。

### 経歴
学校で地元の劇場で演技することから始まった。才能を買われオーストラリアの子供のテレビシリーズ『気分はぐるぐる』に出演した。また、ブリタニー・フルーンとして配役されたとき彼女は大きなチャンスを掴んだ。2009年、SFドラマ K-9 のタイム・ループを描いたエピソードでは瞬間移動の能力を持つ少女タフニーを演じた。
2013年、ABCファミリー放送のドラマシリーズ『フォスター家の事情』に出演している。日本では2015年2月から放送されている。
同作品のスピンオフウェブシリーズ Girls United も制作された。
演技はディズニーチャンネルにも評価され、テレビコメディシリーズ『ジェシー!』にゲスト出演した。2013年ディズニー・チャンネル・オリジナル・ムービー『ティーン・ビーチ・ムービー』でロス・リンチと共同主演を務めた。7月の全米放送では約840万人が視聴した。ディズニー・パークス・クリスマスデー・パレードで『ティーン・ビーチ・ムービー』のキャストとして楽曲「クールに飛ばすぜ」のダンスパフォーマンスを行った。同チャンネルの番組『フィニアスとファーブ』に本人役で出演した。ファンタジーSF映画『ラスト・ワールド』で核爆発後の世界で核シェルターに入る10人を選ぶため生存を賭けたサバイバルを描いた作品に出演した。
2015年6月に続編の『ティーン・ビーチ 2』が放送され全米で約750万人が視聴。7月15日から19日まで、同作のプロモーションのため初訪日した。18日、開催されたファンミーティングで抽選により選ばれたファン約100人と交流を行っている。ビルボードジャパンのインタビューでファンイベントは「最高だった！　みんな本当に良い子達ばかりで、泣いている子までいて。その子達を見ていたら、こっちも涙が出そうになっちゃった。」と感想を述べた。インタビューで共演キャストについては「3年間ずっと一緒にやってきているので、まるで家族のような関係になっているんです。」と語った。ロス・リンチ（ブレディ役）の考えでアドリブでキスシーンを演じ監督はとても驚いていたという。作中に登場した男性の中でタイプはスペンサーの名を挙げ「私的チョイスとしては、彼がイイかしら。」と語った。
品位を保つことを大切にしているというミッチェルの憧れの俳優はライアン・ゴズリングやヒラリー・ダフという。

## 主な出演作品

### 映画
| 公開年 | 邦題 原題                                       | 役名                  | 備考                                              |
| ------ | ----------------------------------------------- | --------------------- | ------------------------------------------------- |
| 2013   | ティーン・ビーチ・ムービー Teen Beach Movie     | マッケンジー McKenzie | 主演 ディズニー・チャンネル・オリジナル・ムービー |
| 2013   | ラスト・ワールド After the Dark                 | ベアトリス Beatrice   |                                                   |
| 2015   | ティーン・ビーチ 2 Teen Beach 2                 | マッケンジー          | 主演 ディズニー・チャンネル・オリジナル・ムービー |
| 2019   | ラスト・サマー 〜この夏の先に〜 The Last Summer | フィービー            | 主演 Netflix オリジナル作品                       |
| 2025   | アンティル・ドーン Until Dawn                   | メラニー              |                                                   |

### テレビ番組
| 放送年    | 邦題 原題                                                            | 役名                                    | 備考 |
| --------- | -------------------------------------------------------------------- | --------------------------------------- | --- |
| 2006-2007 | 気分はぐるぐる Mortified                                             | ブリタニー・フルーン Brittany Flune     | メインキャスト |
| 2008-2009 | Trapped                                                              | ナターシャ・ハミルトン Natasha Hamilton | メインキャスト |
| 2009      | K-9                                                                  | タフニー Taphony                        | 第1シーズン第20話 "Taphony and the Time Loop" |
| 2011      | Castaway                                                             | ナターシャ・ハミルトン Natasha Hamilton | メインキャスト、15エピソード |
| 2011      | Zombies and Cheerleaders                                             | 不詳 Unknown                            | ディズニー・チャンネル、パイロット版 |
| 2013-2018 | フォスター家の事情 The Forsters                                      | キャリー・ジェイコブ Callie Jacob       | メインキャスト |
| 2013-2014 | ジェシー! Jessie                                                     | シェイリー・マイケルズ Shaylee Michaels | 第2シーズン第10話 「夢が現実に？」 "Jessie's Big Break" 第3シーズン第26話 "Jessie's Aloha Holidays with Parker and Joey"                           |
| 2013      | フィニアスとファーブ Phineas and Ferb                                | 本人役                                  | 第4シーズン第11話 「ベストソングカウントダウン2 with ケリー・オズボーン」 "Phineas and Ferb Musical Cliptastic Countdown Hosted by Kelly Osbourne" |
| 2014      | ジェイクとネバーランドのかいぞくたち Jake and the Never Land Pirates | ウェンディ・ダーリング Wendy Darling    | 声の出演、第3シーズン第21話 "Battle for the Book"                                                                                                  |
| 2016-2017 | ライオン・ガード The Lion Guard                                      | ジャスィリ Jasiri                       | 声の出演、第1シーズン第1話"Never Judge a Hyena by Its Spots"、第20話"Lions of the Outlands" 第2シーズン第9話"Rescue in the Outlands"               |

### ウェブ番組
| 年   | 邦題 原題                 | 役名                 | 備考                                                  |
| ---- | ------------------------- | -------------------- | ----------------------------------------------------- |
| 2014 | The Fosters: Girls United | キャリー・ジェイコブ | 主演、『フォスター家の事情』 スピンオフウェブシリーズ |

## ディスコグラフィ

### サウンドトラック
- ティーン・ビーチ・ムービー サウンドトラック (2013年)[29]
- ティーン・ビーチ2 サウンドトラック (2015年)[30]

## 受賞歴
| 年   | 賞                           | カテゴリ                                                     | ノミネート対象     | 結果       | 参照   |
| ---- | ---------------------------- | ------------------------------------------------------------ | ------------------ | ---------- | ------ |
| 2013 | ティーン・チョイス・アワード | 夏のテレビスター: 女性                                       | フォスター家の事情 | ノミネート | [ 31 ] |
| 2014 | ティーン・チョイス・アワード | チョイスTV女優: ドラマ                                       | フォスター家の事情 | ノミネート | [ 32 ] |
| 2015 | ティーン・チョイス・アワード | チョイスTV女優: ドラマ                                       | フォスター家の事情 | ノミネート | [ 33 ] |
| 2015 | ティーン・チョイス・アワード | 夏のテレビスター: 女性                                       | ティーン・ビーチ2  | ノミネート | [ 33 ] |
| 2015 | ティーン・チョイス・アワード | 映画やテレビ番組のチョイス・ソング(キャストと共同ノミネート) | ティーン・ビーチ2  | ノミネート | [ 33 ] |